# NGC 2674
NGC 2674 est une galaxie spirale située dans la constellation de l'Hydre. NGC 2674 a été découverte par l'astronome américain Ormond Stone en 1886.

## Caractéristiques
Sa vitesse par rapport au fond diffus cosmologique est de 5 609 ± 26 km/s, ce qui correspond à une distance de Hubble de 82,7 ± 5,8 Mpc (∼270 millions d'al).